# Targanica (gromada)
Targanica (od 30 marca 1966 do 31 grudnia 1972 Targanice) – dawna gromada, czyli najmniejsza jednostka podziału terytorialnego Polskiej Rzeczypospolitej Ludowej w latach 1954–1972.
Gromady, z gromadzkimi radami narodowymi (GRN) jako organami władzy najniższego stopnia na wsi, funkcjonowały od reformy reorganizującej administrację wiejską przeprowadzonej jesienią 1954 do momentu ich zniesienia z dniem 1 stycznia 1973, tym samym wypierając organizację gminną w latach 1954–1972.
Gromadę Targanica z siedzibą GRN w Targanicy utworzono – jako jedną z 8759 gromad na obszarze Polski – w powiecie wadowickim w woj. krakowskim, na mocy uchwały nr 31/IV/54 WRN w Krakowie z dnia 6 października 1954. W skład jednostki weszły obszary dotychczasowych gromad Targanica i Brzezinka ad Andrychów ze zniesionej gminy Andrychów w tymże powiecie. Dla gromady ustalono 27 członków gromadzkiej rady narodowej.
11 grudnia 1965 nazwę Targanicy zmieniono na Targanice, natomiast nazwę gromady na gromada Targanice dopiero 30 marca 1966.
Gromada Targanice przetrwała do końca 1972 roku, czyli do kolejnej reformy gminnej.